# Draupadi
Dans l'épopée du Mahābhārata, Draupadi (devanāgarī : द्रौपदी) est la fille du roi Drupada du Panchala, et devient la femme commune des cinq Pāndava, héros du Mahābhārata, face aux Kaurava. Elle est l'une des figures féminines essentielles du Mahābhārata. Également connue sous le nom de Draupadi Amman, Pandialé ou encore Drolvédé à La Réunion.

## Draupadi dans leMahābhārata

### Naissance
Draupadi apparaît au livre I du Mahābhārata. Elle est la fille de Draupada. Ce dernier, voulant se venger de  Drona, organise une cérémonie durant laquelle il invoque les dieux pour qu'ils lui donnent un fils qui le vengera de Drona. Au cours de la cérémonie, alors que Yaja, le brahmane arrose de ghî le feu sacrificiel, apparaît le fils demandé Drishtadyumna. Ce fils est accompagné d'une jeune fille à la peau brune, aux yeux noirs grands comme des lotus et aux cheveux longs avec des reflets bleutés. Elle est d'une grande beauté. Elle est appelée Draupadi, fille de Draupada, elle porte également le nom de Panchali, Pandiali ou Panchami (celle qui a cinq maris), ou de Krishna, « celle dont la peau est foncée », à ne pas confondre avec le dieu Krishna. Elle a également le nom de Yajñaseni, « celle qui est née d'un sacrifice », et Nityayauvani, « toujours jeune ».

### Mariage

Draupadi (extrême droite) avec ses cinq maris – les Pandavas. Temple des Dashâvatâra de Vishnou, Deogarh

Pour marier sa fille, le roi Draupada organise un svayamvara, cérémonie au cours de laquelle sont conviés les rois et personnes de hautes castes et parmi lesquelles la jeune fille choisit son futur époux. Au cours de cette cérémonie, le roi Draupada ajoute une épreuve d'adresse. Seul celui qui pourra bander l'arc confié par les dieux et atteindre sa cible avec cinq flèches pourra épouser Draupadi. Aucun des rois présents ne réussit l'exploit. Lorsque Karna (ligué aux Kaurava) se présente, Draupadi refuse qu'il se prête à l'épreuve. Elle ne veut pas d'un futur époux de basse caste ; Karna est le fils d'un conducteur de char. Apparaît alors Arjuna un kshatriya et l'un des Pandava qui edt déguisé en brahmane. Il réussit l'exploit et part en emportant Draupadi. Lorsqu'il arrive avec ses quatre frères, Yudhishthira, Bhima, Nakula et Sahadeva, devant la maison de leur mère, tous s'écrient « Mère, nous t'apportons un cadeau ». Leur mère, Kunti, répond alors de l'intérieur de la maison « Partagez-le entre vous ». Draupadi doit alors être la femme des cinq Pandavas. Afin de lui éviter toute honte d'avoir à épouser cinq hommes, c'est le sage Vyasa qui autorise ces mariages et le prêtre Dhaumya qui dirige la cérémonie.[réf. nécessaire]
Selon la théorie métaphysique proposée, Draupadi est née dans une famille royale où la polyandrie est possible, car dans son ancienne vie, elle avait fait acte de dévotion envers le Dieu Shiva, lui demandant un époux avec cinq grandes qualités ; satisfait de sa dévotion, Shiva lui accorda cette faveur, mais comme aucun homme n'incarnerait en lui seul ces cinq grandes qualités demandées, elle aura donc cinq époux différents incarnant chacune de ses qualités précieuses et rares. Draupadi devient reine d'un magnifique palais construit par Maya, esprit de la forêt. Ce palais est une merveille dont les dieux eux-mêmes sont jaloux, encore plus les Kauravas. Elle a cinq enfants, un de chaque époux.

### Le jeu
Au livre II du Mahābhārata, les Kaurava organisent un jeu de dés pour se venger enfin des Pandavas. Au cours de ce jeu, ils trichent contre Yudhishthira, l'ainé des Pandava. Celui-ci parie successivement, ses trésors, ses armées, ses royaumes, son palais, ses frères et lui-même. Ayant tout perdu, Shakuni lui propose de parier Draupadi. Draupadi doit alors devenir l'esclave des Kaurava. Duśśāna l'emmène de force devant l'assemblée des rois, tirée par les cheveux. On veut la déshabiller de force mais elle prie et se cache le visage. Alors qu'on tire sur un pan de son vêtement, elle prie et le dieu Dharma la revêt de plusieurs couches de vêtements qui apparaissent les uns après les autres. On ne peut la dévêtir. Ses époux jurent alors de venger l'honneur de Draupadi lors d'une future guerre  . Pour revenir sur l'injustice, le roi Dhritarashtra leur impose seulement un exil de douze années et une année incognito.

### L'exil et la guerre

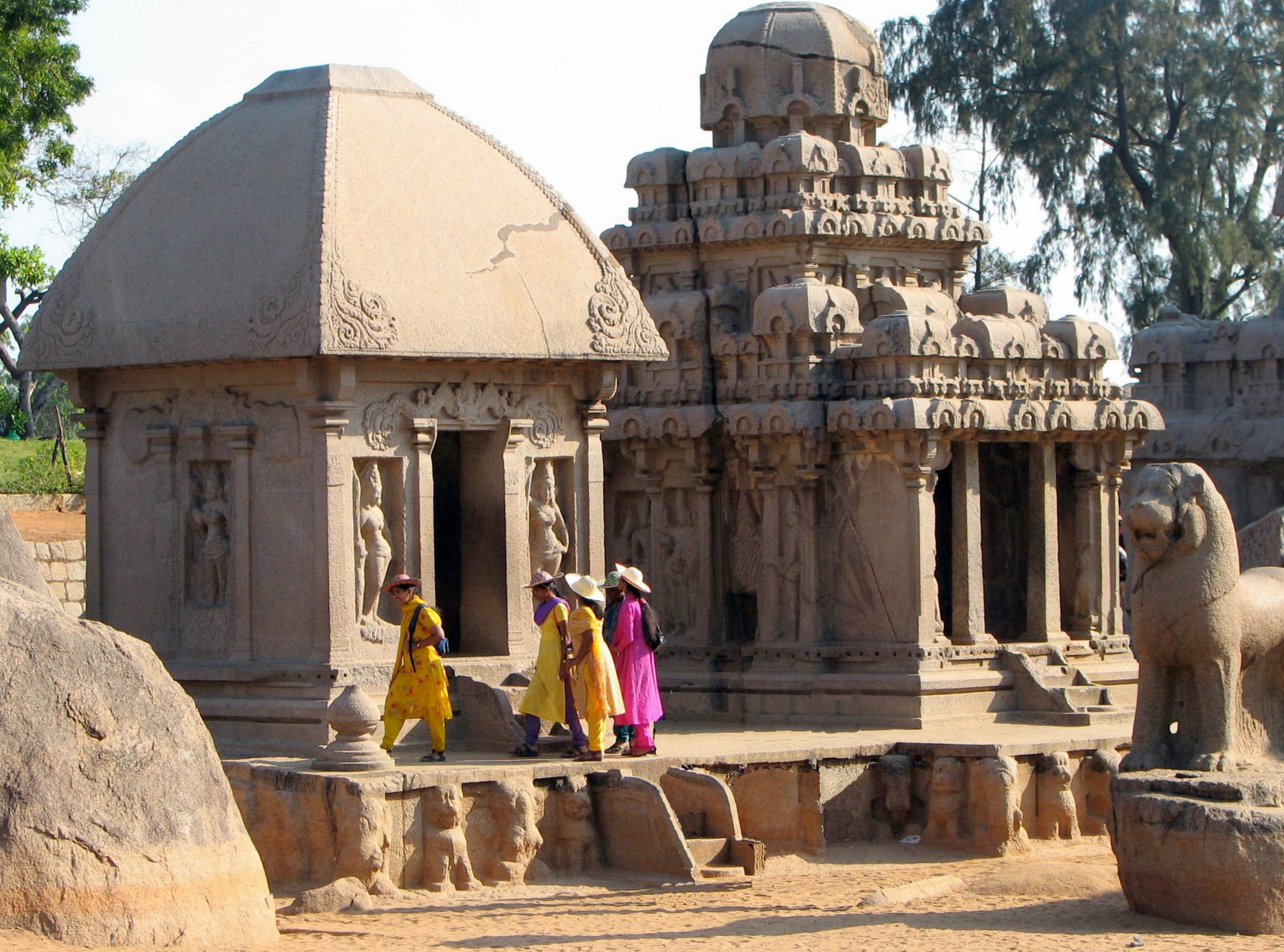
Temple de Draupadi (à gauche) à Mahâballipuram

Draupadi suit ses époux en exil dans les forêts. Elle a tout perdu et enjoint à ses époux de se venger. La grande guerre qui suit l'exil est sans merci, les Kaurava sont battus et les Pandava vont s'emparer du royaume de Hastinâpura. Durant cette guerre où de nombreux hommes sont morts, Draupadi perd ses cinq fils, Prativindhya, Shrutasoma, Shrutakirti, Shatanika et Shrutakarman, ainsi que son père et son frère.
Lorsque Yudhisthira devient roi de Hastināpur, à la fin de la guerre, Draupadi devient reine.
Après plusieurs années de règne, les Pandavas décident de se retirer sur le mont Meru. Draupadi les accompagne. À la fin du Mahābhārata on apprend que Draupadi était une incarnation de la déesse Shri (la Prospérité). Elle reste l'image d'une femme d'une grande beauté et d'une grande piété.

## Postérité, adaptations et réécritures
En 2008, l'écrivaine indienne Chitra Banerjee Divakaruni publie Le Palais des illusions, qui relate l'histoire du Mahābhārata du point de vue de Draupadi et met en avant les aspects patriarcaux de la société dépeinte par l'épopée.